# Lý Nam Đế
Lý Nam Đế (chữ Hán: 李南帝; * 17. Oktober 503; † 13. April 548, eigentliche Namen Lý Bí oder Lý Bôn (李賁)) war der Gründer der früheren Lý-Dynastie und des Vạn-Xuân-Königreichs. Er regierte von 544 bis 548 und heutzutage wird er als einer der vierzehn Nationalhelden Vietnams angesehen.

## Kindheit und Herkunft
Lý Bí wurde am 17. Oktober 503 geboren. Gemäß vielen Geschichtsbüchern heißt es, dass seine Vorfahren chinesische Flüchtlinge waren, die vor Wang Mangs Machtergreifung während des Interregnums zwischen der westlichen und der östlichen Han-Dynastie fünf Jahrhunderte zuvor geflohen waren.

## Karriere als Beamter
Später wurde Lý Bí ein regionaler Magistrat von Giao Châu (交州, chinesisch: Jiaozhou), einem Gebiet im Norden Vietnams, das in etwa dem Gebiet des modernen Hanoi entspricht. Gemäß Nan Qi shu (Buch der südlichen Qi) und Chen shu (Buch der Chen) war Lý Bôn Teil der lokalisierten chinesischsprachigen herrschenden Elite des Delta des Roten Flusses, die ihre eigene Dynastie gründen wollte.

## Widerstand gegen das chinesische Besatzungsregime und Champa
Während Lý Bís Lebzeiten herrschte in China ein Bürgerkrieg. Lý Bí war zunehmend frustriert über die Korruption des Liang-Besatzungsregimes und dessen Feindseligkeit gegenüber der lokalen Bevölkerung. Anschließend legte Lý Bí sein Amt nieder und revoltierte 541 gegen die Liang-Dynastie, die damals Jiaozhou (Nordvietnam) regierten.
Mit der Unterstützung vieler Menschen wurde die Widerstandstruppe von Lý Bí stärker. Der Häuptling von Chu Diên (heutzutage Đan Phượng, Hanoi), Triệu Túc, und dessen Sohn Triệu Quang Phục brachten Truppen mit, um sich Lý Bís Armee anzuschließen. Darüber hinaus gab es in Lý Bís Truppe einen 60-jährigen General namens Phạm Tu, der ihm beim Aufbau der Widerstandsarmee half. Lý Bí versammelte den örtlichen Adel und die Stämme im Tal des Roten Flusses und stellte eine Armee für den Aufstand gegen das Liang-Besatzungsregime zusammen. Im Sommer 543 gewann seine Widerstandsarmee eine entscheidende Schlacht in Hepu, die zur Vertreibung des Liang-Besatzungsregimes aus Jiaozhou/Nordvietnam führte. Im Februar des darauffolgenden Jahres wurde Lý Bí vom Volk zum Kaiser Lý Nam Đế erklärt, mit der Absicht, den chinesischen Kaisern seinen gleichberechtigten Status zu demonstrieren. Er nannte das neue Königreich Vạn Xuân (萬春, wörtlich „Ewiger Frühling“). Seine Armeen wehrten auch Angriffe von Champa im Süden ab, die sich damals mit den Liang verbündet hatten.

## Herrscher von Vạn Xuân
Lý Nam Đế gründete seine Hauptstadt in Long Biên (heutiges Hanoi) und umgab sich mit einer effektiven Führung aus Militär- und Verwaltungsbeamten. Er wurde von berühmten Militärkommandanten wie Phạm Tu, Triệu Túc, Triệu Quang Phục (Sohn von Triệu Túc, später bekannt als Triệu Việt Vương) und Tinh Thiều unterstützt. Lý Nam Đế baute viele Festungen an strategischen Orten in ganz Vạn Xuân, um potenzielle Bedrohungen durch die Chinesen im Norden und durch das Champa-Königreich im Süden abzuwehren. Er gründete außerdem die erste nationale Universität für Wissenschaftler, führte Landreformen durch und förderte die Alphabetisierung der Bevölkerung. Er legte zudem den Grundstein für viele Reformen nach dem Vorbild der chinesischen Sozialstruktur.
Allerdings herrschte im neuen Staat nicht lange Frieden. Im Oktober 544 schickte die Liang-Dynastie eine Armee unter der Führung des Generals Chen Baxian, um Jiaozhou wieder zu besetzen und den Aufstand von Lý Nam Đế niederzuschlagen. Bis zum Frühjahr 545 hatte Chen weite Teile von Jiaozhou verwüstet. Seine erste Invasion wurde von den Streitkräften von Lý Nam Đế monatelang aufgehalten. Jedoch wurde die Armee von Lý Nam Đế im Winter 545 von Chen Baxian überraschend geschlagen. Lý Nam Đế und sein Hofstaat mussten Long Biên verlassen und ins westliche Hochland fliehen. Die Lý-Armee war erschöpft und Lý Nam Đế selbst wurde zunehmend krank, da er monatelang in der Wildnis ausgesetzt war. Lý Nam Đế erkannte, dass seine Krankheit es ihm nicht ermöglichen würde, die Truppen zu sammeln und einen erfolgreichen Widerstand gegen die kaiserlichen chinesischen Streitkräfte zu leisten. Im Februar 548 gab er die kaiserliche Autorität auf und übergab die Macht seinem älteren Bruder Lý Thiên Bảo, der als Mitherrscher von 548 bis zu seinem Tod im Jahr 555 regierte, und Triệu Quang Phục, seinem besten Leutnant und General.

## Tod
Im April 548 starb Lý Nam Đế, nachdem er monatelang an einer schweren Krankheit gelitten hatte, irgendwo im Nordwesten Vietnams zwischen dem Roten und dem Schwarzen Fluss, als lokale Stammesangehörige der Qiūlǎo (鳩獠) oder der Qūlǎo (屈獠) ihn ermordeten, in der Hoffnung, die einmarschierende Liang-Armee abzuwehren. Sein Nachfolger, Triệu Quang Phục (später bekannt als Triệu Việt Vương, was König von Triệu Việt bedeutet), setzte den Widerstand fort und vertrieb die Chinesen schließlich im Jahr 550. Obwohl China Vietnam mehr oder weniger als 1.000 Jahre lang besetzt hatte, hatte Lý Nam Đế erfolgreich einen Staat gegründet, der Vietnam etwa 60 Jahre Unabhängigkeit bescherte.